# 维克托·林德格伦
维克托·林德格伦（瑞典語：Victor Lindgren，2003年5月16日—），瑞典男子射击运动员，2023年世界射击锦标赛男子10米气步枪金牌得主、2024年夏季奥林匹克运动会男子10米气步枪银牌得主。